# Delta (videogioco)
Delta è un videogioco sparatutto a scorrimento orizzontale a tema fantascientifico pubblicato per Commodore 64 dalla Thalamus nel 1987. Il gioco è stato pubblicato anche per ZX Spectrum e SAM Coupé nel 1990 con il titolo Delta Charge! in copertina (a video rimane Delta); la stessa edizione Spectrum era presentata come compatibile con SAM Coupé, ma in realtà richiedeva di caricare lo Spectrum Emulator.
Negli Stati Uniti il videogioco è stato pubblicato con il titolo Delta Patrol dalla Electronic Arts nella linea Amazing Software per Commodore 64.
L'originale per Commodore 64 fu programmato dal finlandese Stavros Fasoulas, allora già noto per Sanxion, un precedente gioco dello stesso genere.
Delta fu seguito da Armalyte, solo per Commodore 64, nel 1988.

## Trama
Il protagonista è un pilota dello squadrone Damocles (rinominato Delta Patrol nel manuale americano) e combatte nel remoto settore spaziale Delta, invaso dagli alieni del khanato Hsiffan (senza nome nel manuale americano).

## Modalità di gioco
Si pilota una navicella dall'aspetto rotante in un ambiente a scorrimento orizzontale costante, su uno sfondo di spazio stellato con effetto parallattico. La navicella può muoversi in tutte le direzioni e sparare verso destra.
Si affronta una serie di livelli con un proprio nome; alcuni non sono ambientati nello spazio del tutto vuoto, ma hanno un proprio tipo di ostacoli che scorre in alto e in basso, ad esempio rocce nel livello traducibile "Rocce di morte".
Lo scontro con ostacoli, nemici o loro proiettili fa perdere una vita.
I nemici sono navicelle di vario genere che arrivano a ondate in formazione. Costituiscono spesso strane formazioni, a stella, a spirale o a ruota, ciascuna con una tattica appropriata da scoprire per affrontarla. Ad esempio si incontrano file di velivoli a forma di fiore che ruotano, ed è necessario colpire ripetutamente solo il velivolo posto al centro per distruggerli tutti insieme.
Di solito se una formazione viene distrutta completamente prima che abbandoni lo schermo si riceve un credito e i crediti accumulati consentono di ottenere power-up.
Di fatto può essere necessario memorizzare la sequenza delle formazioni per non farsi sfuggire nulla e riuscire a ottenere i crediti, altrimenti è arduo procedere senza i potenziamenti.
Per acquisire i potenziamenti occorre aspettare un gruppo di fino a 7 icone che spesso passa tra un'ondata nemica e l'altra. Ogni icona rappresenta uno dei possibili power-up e il giocatore sceglie quale raccogliere al volo. Ogni power-up ha un diverso prezzo e quelli che il giocatore può permettersi di pagare sono colorati in blu (versione Commodore 64), gli altri in grigio. Tentare di raccogliere un'icona grigia è letale. Sullo ZX Spectrum l'area di gioco è monocromatica, ma le icone accessibili si distinguono dall'aspetto.
In fondo allo schermo sono sempre presenti 8 icone, la prima mostra il numero di crediti posseduti e le altre prendono l'aspetto dei potenziamenti attualmente attivi.
I sette potenziamenti, in ordine di costo da 1 a 7 crediti, sono velocità cumulabile, aumento di cadenza dei proiettili cumulabile, fuoco a croce, fuoco "a pesce" (un doppio siluro), modulo rotante intorno alla navicella, rallentamento dei nemici, super scudo. Gli ultimi quattro hanno una durata limitata nel tempo. Qualunque power-up si raccolga, i crediti posseduti vengono comunque azzerati.
Inoltre accumulando il punteggio ordinario si possono vincere vite.
La versione Commodore 64 ha 32 livelli e al termine ricomincia da capo più difficile.
In tutto si affrontano 163 diverse flotte di nemici.
La versione ZX Spectrum ha 20 livelli.
La versione Commodore 64 è caratterizzata da un mixer durante il caricamento del programma, che permette di modificare i parametri musicali del tema iniziale, come percussioni o effetti sonori.

## Colonna sonora
La colonna sonora su Commodore 64 è composta da Rob Hubbard. È attivabile in alternativa agli effetti sonori. La musica del menù è basata sul tema di Koyaanisqatsi di Philip Glass, mentre la musica presente durante il gioco è ispirata a On the Run dei Pink Floyd, tratta dall'album The Dark Side of the Moon. Altri brevi brani sono tratti dal precedente Sanxion o dal balletto Romeo e Giulietta.

## Accoglienza
Delta per Commodore 64 fu accolto molto bene dalla critica dei suoi tempi, con voto medio vicino all'80%. La qualità tecnica di solito era particolarmente apprezzata. Ad esempio la rivista Zzap! gli assegnò un voto del 74%, ma con giudizi parziali molto più alti su presentazione (97%), grafica (92%) e sonoro (97%); la poca sostanza e la ripetitività del gioco abbassarono il giudizio complessivo. Quando nel 1991 la stessa rivista recensì una ripubblicazione economica, la qualità appariva ancora molto valida nonostante gli anni trascorsi e il voto aumentò a 94% anche grazie al basso prezzo.
Il successivo Delta per ZX Spectrum fu meno trattato dalla critica e con poco entusiasmo, ottenendo un voto medio di circa 58% da tre riviste britanniche.